# ラファエウ・ヴィニシウス・カルヴァーリョ・ロンギーネ
ラファエウ・ロンギーネ（Rafael Longuine）ことラファエウ・ヴィニシウス・カルヴァーリョ・ロンギーネ（Rafael Vinícius Carvalho Longuine, 1990年5月30日 - ）は、ブラジル・パラナ州出身のサッカー選手。カンピオナート・ブラジレイロ・セリエB・グアラニFC所属。ポジションはミッドフィールダー、フォワード。ハファエウ・ロンギーニと表記されることもある。